# 2. Streichquartett (Beethoven)

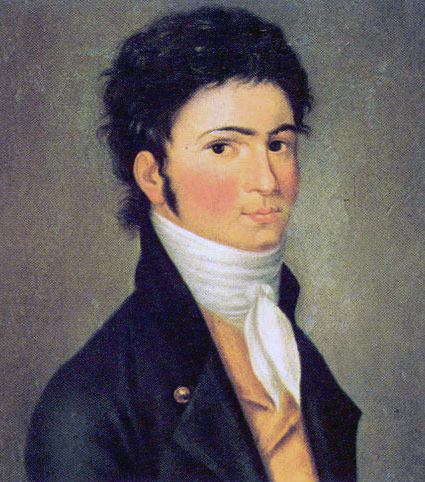
Beethoven-Porträt von Carl Traugott Riedel aus dem Jahr 1801.

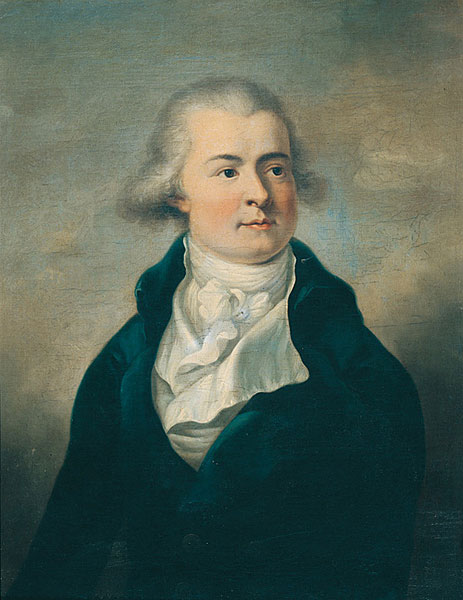
Franz Joseph Maximilian von Lobkowitz, Widmungsträger der Quartette op. 18, auf einem Ölgemälde von Friedrich Oelenhainz

Das Streichquartett Nr. 2 G-Dur Op. 18 Nr. 2 ist ein Streichquartett von Ludwig van Beethoven.

## Entstehung
Das wegen seines galanten, an aristokratische Tanzbälle erinnernden Stils auch als Komplimentierquartett bekannte Stück entstand im Jahr 1799 entgegen der Nummerierung in der Opusnummer als drittes der sechs Quartette, die unter der Opusnummer 18 zusammengefasst und Fürst Franz Joseph Maximilian von Lobkowitz gewidmet wurden. Die Nummerierung in der Opusnummer der Quartette op. 18 entspricht der Reihenfolge, in der die Quartette gedruckt wurden. Zwar ist die Entstehungsreihenfolge der Quartette op. 18 nicht eindeutig gesichert, da die Autographe verloren sind, sie lässt sich aber anhand der Skizzenbücher vermuten.
Nach Abschluss der Quartette op. 18 wurde das Quartett Nr. 2 im Jahr 1800 überarbeitet. Die Veröffentlichung erfolgte im Jahr 1801.

## Satzbezeichnungen
1. Satz: Allegro (G-Dur)
2. Satz: Adagio cantabile I – Allegro – Tempo I (C-Dur)
3. Satz: Scherzo. Allegro (G-Dur)
4. Satz: Allegro molto quasi Presto (G-Dur)

## Zur Musik

### Erster Satz
Der erste Satz beginnt mit einem verspielten viergliedrigen Thema, begleitet von einem Seitenthema in D-Dur. Die Exposition endet abrupt in einem dramatischen Höhepunkt und mit einem harmlosen Nachsatz des Hauptthemas. Diese Stelle ist eines von mehreren Beispielen, die verdeutlichen, dass sich Beethoven im ersten Satz dieses Quartettes stark an seinem Lehrer Joseph Haydn orientiert. Die Themen werden im Durchführungsteil ausführlich variiert. Ein weiteres Beispiel für die Orientierung an Haydn ist die ungewohnte Dynamisierung der Durchführung, deren Turbulenzen sich bis in die Reprise fortsetzen, so dass sich Violinen und Violoncello um deren korrekten Beginn streiten. Im Gegensatz zu Haydn lässt Beethoven diese Frage jedoch offen, so dass Durchführung und Reprise organisch ineinander übergehen.

### Zweiter Satz
Der zweite Satz beginnt mit einer sanften C-Dur-Cavatine der Violine. Vier Sechzehntel leiten über zum Allegro-Mittelteil des Satzes. Ursprünglich hatte Beethoven statt eines Allegro-Mittelteiles für diesen Satz einen kontrastierenden Moll-Mittelteil ohne Tempowechsel geplant; während der Überarbeitungsphase entstand dann aber der Allegro-Mittelteil. Der dem Allegro folgende Teil wiederholt die sanfte Melodie des Satzanfanges, diesmal vorgetragen vom Cello, woraufhin sich ein Wechselspiel zwischen Cello und Violine entwickelt.

### Dritter Satz
Das Scherzo des dritten Satzes hält sich im Gegensatz zu dessen Trio nicht an das Menuett-Schema. Es greift die Anfangsmelodie des zweiten Satzes auf.

### Vierter Satz
Der vierte Satz beginnt mit einer beschwingten, von einem synkopischen Seitenthema begleiteten Melodie des Cellos, die an das Seitenthema des ersten Satzes anknüpft. Sie wird mehrfach wiederholt und jedes Mal vom Tutti beantwortet. Nach einer Durchführung in entferntem Es-Dur schließt das Stück mit einer lebhaften Fortissimo-Kadenz in der Coda. Obwohl ein Sonatensatz, hat dieser Sonatensatz durch häufige Wiederholungen des Hauptthemas eher den Charakter eines Rondos. Der Satz überrascht weniger in thematischer als in harmonischer Hinsicht, wenn Tonarten ohne Übergang nebeneinander stehen.

## Wirkung
Nach der Veröffentlichung der Quartette op. 18 meinte der Komponist Doležalek, ihm gefielen nur die Quartette op. 18,2 und op. 18,4, woraufhin Beethoven verächtlich antwortete: „Das ist ein rechter Dreck! Gut für das Scheißpublikum“.
Der US-amerikanische Musikwissenschaftler Joseph Kerman bezeichnete das Quartett wegen seiner musikalischen Anlehnung an Haydn als unglaubhaft: „Wit, furthermore, is a dangerous game – Haydn’s game, not Beethoven’s. His sense of humour is not far to be trusted at this time of his life“.